# Obecnice v Brdech

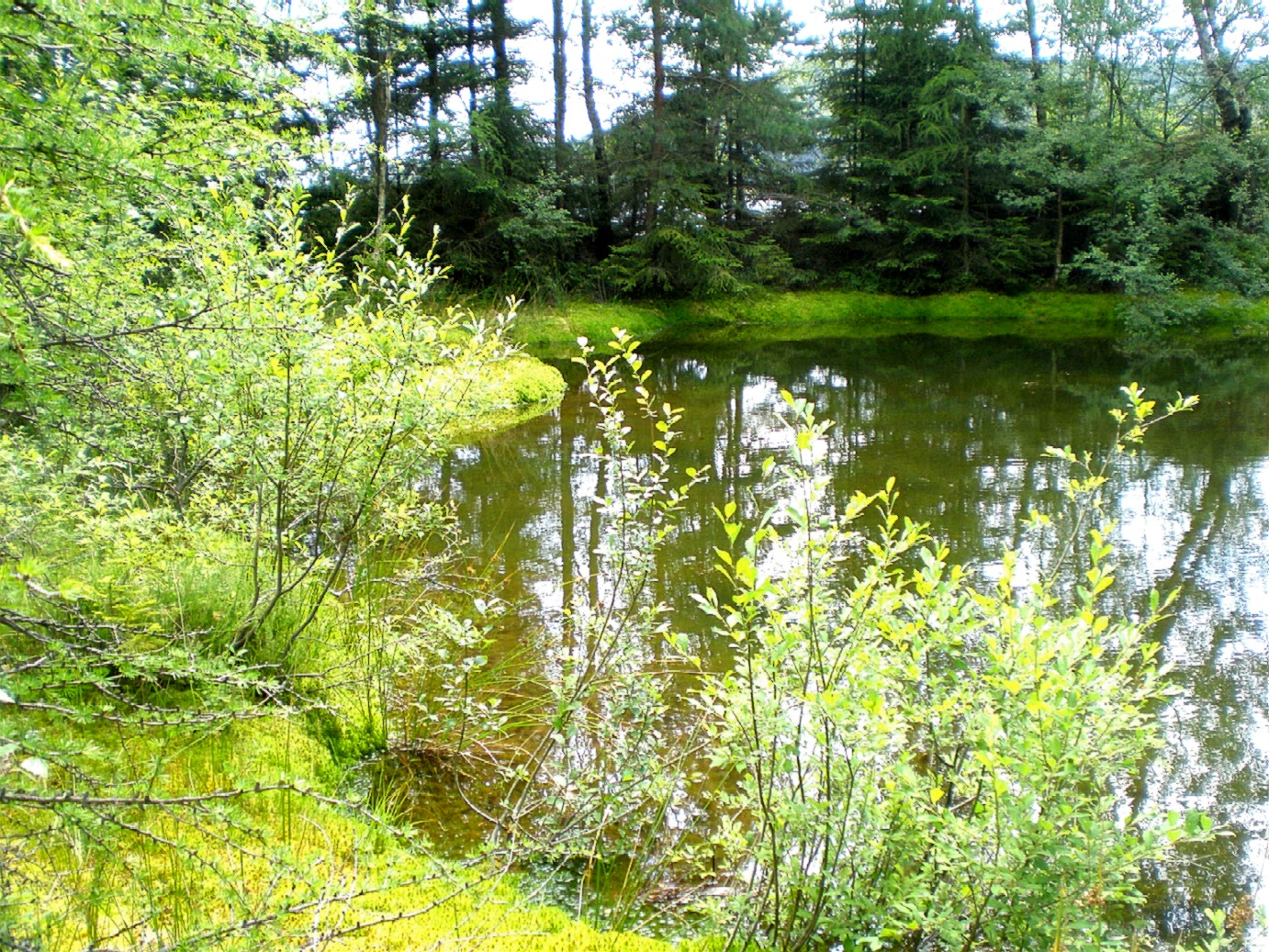
Rašelinné jezírko v sousedství Pilské nádrže

Obecnice v Brdech je katastrální území vytvořené k 10. únoru 2014 na jihovýchodě území bývalého vojenského újezdu Brdy v souvislosti s jeho připravovaným zrušením, k němuž došlo k 1. lednu 2016. Rozloha nového katastrálního území je 45,999293 km². Jedná se o převážně zalesněné katastrální území, v němž se nachází jen několik budov a na zdejších potocích dvě menší vodní nádrže (Obecnice a Pilská). V katastru pramení potoky Albrechtický, Červený, Obecnický, Pilský, Rezerva. Nejvyšší bod představuje vrchol Tok (865 m), který zároveň představuje nejvyšší vrchol Brdů. Další vrcholy představují Brdce (840 m), Třemošná (780 m), Brda (773 m), Ohrádka (748 m), Zavírka (720 m) a Klobouček (703 m).

## Historický přehled
Až do vzniku vojenského újezdu Brdy byla většina moderního k. ú. Obecnice v Brdech součástí území obcí Obecnice, dále se zde nacházelo celé katastrální území Baština, představující jednu ze dvou exkláv obce Hvozdec a nepatrné okrajové části moderního katastru náležely do k. ú. Vranovice. Roku 1950 vznikla obec Láz, k níž byla připojena i malá jižní část obecnického katastru, zahrnující i malou část moderního k. ú. Obecnice v Brdech. Téhož roku vznikl vojenský újezd Brdy, do něhož bylo začleněno i celé území moderního k. ú. Obecnice v Brdech. Roku 1967 byly do vojenského újezdu začleněné části katastrů i nadále samostatných obcí vyčleněny jako samostatná katastrální území, jejichž názvy byly doplněné římskou číslovkou I. Na území moderního k. ú. Obecnice v Brdech tak nyní zasahovala katastrální území Baština, Láz I, Obecnice I a Vranovice I. K 31. lednu 2003 pak bylo dosavadní katastrální členění území vojenského újezdu Brdy zrušeno a nahrazeno pěti většími katastrálními územími, přičemž se největší část území moderního k. ú. Obecnice v Brdech stala součástí zvětšeného k. ú. Baština, menší části připadly ke zvětšeným k. ú. Hrachoviště, Těně I a Záběhlá. V rámci příprav na zrušení vojenského újezdu Brdy pak k 10. únoru 2014 vzniklo nové k. ú. Obecnice v Brdech, jehož součástí se stalo celé původní k. ú. Baština (to jest k. ú. Baština v hranicích do roku 2003) a téměř celé bývalé k. ú. Obecnice I; nejjižnější část bývalého k. ú. Obecnice I byla pro změnu začleněna do nově vytvořeného k. ú. Láz v Brdech. K 1. lednu 2016 se k. ú. Obecnice v Brdech stalo součástí území obce Obecnice.